# Magnus Holmberg
Magnus Holmberg, född 23 september 1961 i Göteborg, är en svensk seglare.
Holmberg har representerat Sverige i tre olympiska spel (1984, 1992 och 1996) och har sex EM och VM-medaljer i OS-klasser. 1996 vann Holmberg VM i OS-klassen soling i Cádiz, Spanien.
Han har gjort två America's Cup-satsningar med Victory Challenge som rorsman, skeppare och sportchef. 
Säsongen 2000/2001 vann Holmberg World Match Racing Tour.
Han blev årets svenska seglare 1992, 1995, 1996 och 2001 och är även invald i Stena Match Cup Sweden Hall of Fame.
Holmberg är medgrundare till Swedish Match Cup, som idag heter Match Cup Sweden.
I oktober 2024 blev Holmberg invald som nummer 17 i svensk seglings Hall of Fame.